# József Csák
József Csák (* 10. November 1966 in Budapest) ist ein ehemaliger ungarischer Judoka. Er gewann 1992 eine olympische Silbermedaille und war 1986 Europameister. 

## Karriere
Der 1,68 m große József Csák von Újpesti TE kämpfte bis 1988 im Superleichtgewicht, der Gewichtsklasse bis 60 Kilogramm. Bei den Europameisterschaften 1986 in Belgrad bezwang er im Viertelfinale Pavel Petřikov aus der Tschechoslowakei, im Halbfinale den Rumänen Gheorge Dani und im Finale Peter Jupke aus der Bundesrepublik Deutschland. Ein halbes Jahr später gewann er eine Bronzemedaille bei den Junioren-Europameisterschaften, nachdem er im Halbfinale gegen den Franzosen Philippe Pradayrol verloren hatte. 1987 schied er bei den Weltmeisterschaften 1987 in seinem zweiten Kampf gegen den Brasilianer Sergio Pessoa aus. Bei den Olympischen Spielen 1988 in Seoul besiegte Csák den Italiener Marino Cattedra, den Türken Haldun Efemgil und im Achtelfinale den Algerier Ali Idir jeweils in Kämpfen über die volle Zeit. Im Viertelfinale schied er gegen den Franzosen Patrick Roux nach 2:59 Minuten aus.
Csák hatte bereits 1987 und 1988 bei einigen Turnieren im Halbleichtgewicht gekämpft, 1989 wechselt er endgültig in die Gewichtsklasse bis 65 Kilogramm. Bei den Europameisterschaften 1989 verlor er im Viertelfinale gegen Sergei Kosmynin aus der Sowjetunion, mit drei Siegen in der Hoffnungsrunde erkämpfte sich Csák eine Bronzemedaille. 1990 belegte er den siebten Platz bei den Europameisterschaften. Im gleichen Jahr gewann er den ersten von sechs ungarischen Meistertiteln, die weiteren folgten von 1992 bis 1995 und 1998. 1991 erreichte er das Finale bei den Europameisterschaften in Prag und verlor dort gegen den Schweizer Eric Born. 1992 bezwang Csák beim Weltcupturnier in Paris im Halbfinale Jimmy Pedro aus den Vereinigten Staaten und unterlag im Finale dem Japaner Kenji Maruyama.
Bei den Olympischen Spielen 1992 besiegte er in seinem ersten Kampf Dikubenga Mavatiku aus Zaire durch Ippon nach 1:22 Minuten. In der zweiten Runde gegen den Bulgaren Iwan Netow und im Achtelfinale gegen Pavel Petřikov aus der Tschechoslowakei gewann er jeweils durch eine Yuko-Wertung. Das Viertelfinale gegen den Belgier Philip Laats beendete er nach 3:15 Minuten und das Halbfinale gegen den Kubaner Israel Hernández war bereits nach 13 Sekunden entschieden. Das Finale gegen den Brasilianer Rogério Sampaio ging über die volle Kampfdauer, der Brasilianer gewann durch einen Waza-ari.
1993 gewann Csák in Budapest sein erstes Weltcup-Turnier. Bei den Weltmeisterschaften 1993 unterlag er im Achtelfinale gegen den Japaner Yukimasa Nakamura und belegte letztlich den siebten Platz. 1994 erkämpfte er eine Bronzemedaille bei den Goodwill Games in Sankt Petersburg und gewann bei den Weltmeisterschaften der Studierenden. 1995 bei den Weltmeisterschaften in Chiba erreichte er das Halbfinale und verlor dort gegen Yukimasa Nakamura. Im Kampf um eine Bronzemedaille unterlag er dem Türken Bektaş Demirel. 
1996 nahm Csák zum dritten Mal an Olympischen Spielen teil. Beim Turnier in Atlanta besiegte er den Inder Najib Aga nach 2:59 Minuten und den Südafrikaner Duncan Mackinnon nach 2:25 Minuten. Das Viertelfinale gegen den Brasilianer Henrique Guimarães entschied Csák durch eine Yuko-Wertung für sich. Ebenfalls durch eine Yuko-Wertung gewann Yukimasa Nakamura im Halbfinale über den Ungarn, der danach den Kampf um eine Bronzemedaille gegen den Kubaner Israel Hernández durch Schiedsrichterentscheid verlor (Yusei-gachi).
Bei den Europameisterschaften 1997 belegte Csák den fünften Platz, nachdem er im Kampf um Bronze gegen den Franzosen Larbi Benboudaoud unterlegen war; 1998 war er Siebter. 2000 in Breslau erreichte er mit vier Siegen das Europameisterschaftsfinale und erhielt Silber hinter dem Niederländer Patrick van Kalken. Sein vierter Auftritt bei Olympischen Spielen endete beim Turnier in Sydney mit einer Niederlage gegen den Bulgaren Georgi Georgiew im Auftaktkampf. 2001 unterlag er zum Abschluss seiner Karriere auch bei den Weltmeisterschaften 2001 in seinem ersten Kampf, es siegte der Nordkoreaner Won Yong-choi.